# にこいち 〜スーパースター友情列伝〜
『にこいち 〜スーパースター友情列伝〜』は、朝日放送（ABCテレビ）の『ナイトinナイト』（月曜 - 木曜 23:17 - 翌0:17）の木曜日にて、2004年4月8日から2005年3月31日まで放送されていた、中川家が司会を務めるバラエティ番組。

## 概要
『ナンバ壱番館』の後番組である。また、この番組から同枠の番組はなんばグランド花月内にあるNGKホールから朝日放送のスタジオへと移り、同時に吉本興業との共同制作体制を解消している（ただし、出演者は引き続き吉本興業のタレントが中心となっており、吉本興業の子会社である制作プロダクションのアイ・ティ・エスとの協力体制を取っている）。
芸能人の意外な友情関係（憧れから今まで）を再現VTRとスタジオトークで全て明らかにするバラエティ番組である。

## 出演者
- 司会 - 中川家（剛・礼二）
- レギュラーパネラー - 浜口順子、笑い飯（西田幸治・哲夫）
- ご意見番（セミレギュラー） - 未知やすえ、島崎和歌子
- ゲスト - 芸能人交友2人
- ナレーション - 畑中フー

| 朝日放送（ABCテレビ） ナイトinナイト・木曜日 | 朝日放送（ABCテレビ） ナイトinナイト・木曜日 | 朝日放送（ABCテレビ） ナイトinナイト・木曜日 |
| 前番組                                       | 番組名                                       | 次番組                                       |
| -------------------------------------------- | -------------------------------------------- | -------------------------------------------- |
| ナンバ壱番館                                 | にこいち 〜スーパースター友情列伝〜          | ビーバップ!ハイヒール                        |